# Nagyszederjes
Nagyszederjes (románul: Mura Mare, németül: Gross-Sedresch) falu Romániában, Maros megyében. Közigazgatásilag Gernyeszeg községhez tartozik.

## Fekvése
Marosvásárhelytől 20 km-re északkeletre, a Maros és a Nyárád közti dombvidéken fekszik.

## Története
1359-ben Zedryes néven említik először.
A trianoni békeszerződésig Maros-Torda vármegye Régeni alsó járásához tartozott.

## Lakossága
1910-ben 269 lakosából 220 román, 14 magyar, 31 cigány és 4 német volt.
2002-ben már csak 54 lakosa volt, ebből 47 román, 6 cigány és 1 magyar volt.